# Rumors (Lindsay Lohan)
Rumors è un singolo della cantante statunitense Lindsay Lohan, il primo estratto dal primo album in studio Speak; venne pubblicato il 21 settembre 2004 dalla Casablanca Records.

## La canzone
In un primo momento intitolato Just What It Is, il brano è stato scritto e prodotto da Cory Rooney (il quale si occupò anche delle parti di tastiera e dei cori) insieme alla stessa Lindsay Lohan, Tarryle Jackson e Tito Jackson. Peter Wade Keusch ha collaborato nella produzione, ed è stato sovrintendente insieme a Chris Avedon della registrazione vocale della Lohan che si è verificata nei Poolhouse West e The Village Recorder situati a Los Angeles. Il missaggio è stato operato da Keusch nei Sony Music Studios di New York. Christopher J. Warner ha invece suonato la chitarra presente nei sottofondi del brano.
Il brano dance contempla influssi della musica electropop e teen pop, oltre a presentare un pesante basso R&B. I testi invece alludono all'implacabile persecuzione dei paparazzi nei confronti della stessa Lohan, come concentrato nelle righe del ritornello, nel quale Lohan denuncia di essere stufa delle menzogne che hanno scatenato contro di lei: "sono stanca delle voci che partono, sono stufa di essere seguita, sono stanca delle bugie della gente, dicono quello che vogliono su di me. Perché non mi sostengono? Perché non mi lasciano vivere? Io voglio costruire la mia strada. Prendi questo solo per quello che è".

## Critiche
Spence D. da IGN ha affermato che la voce dell'artista è "condotta da ringhi, parole sospirate e angoscia controllata non pienamente sfogata". John Murphy da musicOMH l'ha definita "una lamentosa antifona dance con parole intelligenti che attaccano i paparazzi e i media in generale."
Rumors ha ricevuto recensioni miste dai critici musicali. Charles Merwin da Stylus Magazine ha ribattuto che il lancio di Rumors come singolo non fosse stata una buona scelta scrivendo che "infatti per una ragazza che è stata bollata come la prossima piccioncina d'America da alcuni giornalisti sarebbe la scelta peggiore come prima esposizione da una ragazza che deve dare automaticamente maggior prova del suo talento al pubblico. Sfortunatamente il meglio che c'è, meglio di così non si può". Erik Missio dal sito ChartAttack ha considerato che il brano "presenti il potenziale per un'opera di debutto quasi appetitosa", ma ha poi concluso sostenendo che "è uno schifo a livello straordinariamente non spettacolare". Matthew Wilkening da AOL Radio ha annoverato Rumors alla numero 67 nella graduatoria delle 100 canzoni più brutte di sempre, scrivendo "con tutte le storie che circolano sulla Lohan in questi giorni, questo brano sembrerebbe quasi profetico. Oh, scusate... patetico". Il giornalista Nicholas Fonseca dall'Entertainment Weekly ha definito Rumors un piacere perverso, mentre Stephen Thomas Erlewine da AllMusic ha definito il brano un momento prezioso nella sua recensione di Speak.
Rumors ha riscosso un mediocre successo mondiale, raggiungendo posizioni nella top trenta in Australia, Austria, Germania e Svizzera. Negli Stati Uniti arrivò alla sesta posizione della Bubbling Under Hot 100 di Billboard, e raggiunse la numero ventitré nella classifica componente, la Mainstream Top 40. Tuttavia la Recording Industry Association of America certificò il brano disco d'oro, in quanto riuscì a vendere oltre 500 000 copie.
In Australia, ha esordito alla numero 19 nell'ARIA Charts raggiungendo la numero 10 sei settimane dopo.

## Video musicale
La Casablanca Records ha commissionato un video musicale di Rumors a Jake Nava, che aveva lavorato nello stesso anno con Britney Spears per il video di My Prerogative. Il video è stato presentato il 14 ottobre 2004 su MTV.
Il video si apre con l'attrice che semina i paparazzi a bordo di un'automobile. Si scopre tuttavia che la ragazza è solo una sosia dell'artista perché la vera Lohan è salita su'altra auto per recarsi in una discoteca. La cantante si fa strada dunque in un ascensore sottoponendosi allo sguardo di una telecamera a circuito chiuso mentre si scatena a ritmo della prima strofa. Percorre poi un lungo corridoio disseminato di telecamere che sbocca in una discoteca, in cui balla confusa fra la folla e scatta un paio di fotografie come risposta alle pressioni dei giornalisti. Nella scena seguente Lindsay percorre lentamente un altro reparto della discoteca sino ad incontrare un ragazzo seduto su un divano, con cui si bacia e amoreggia sotto l'inesorabile sguardo delle microcamere. Si intravede poi l'artista dondolarsi su un'altalena all'interno di una gabbia al centro della discoteca sotto gli sguardi dei presenti. Infine Lindsay e alcune amiche salgono sul ciglio di un grattacielo ed eseguono un balletto mentre un gruppo di elicotteri svolazza loro intorno.
Questo video ricevette una nomination agli MTV Video Music Awards 2005, nella categoria miglior video pop.

## Live
Lindsay Lohan ha cantato dal vivo Rumors a Good Morning America nel dicembre 2004. Secondo un reporter dello staff di MTV News, "Lohan si era dimenticata le battute della canzone da cantare in playback, e ha spinto le telecamere ad allontanarsi quando la sua bocca rimaneva chiusa, ed è andata avanti nella performance solo grazie al brano lasciato in sottofondo". Un rappresentante della Lohan ha difeso la cantante dalle accuse e ha rivelato che lei sa cantare dal vivo, sottolineando che ha usato il brano di sottofondo "per fare in modo che il brano sembrasse uguale alla versione del suo album".

## Tracce
CD
1. Rumors – 3:17
2. Rumors (Full Phatt Remix) – 3:23

Maxi CD
1. Rumors – 3:17
2. Rumors (Full Phatt Remix) – 3:23
3. Rumors (Full Phatt Club Mix) – 3:50
4. Rumors (Video) – 3:25

iTunes EP
1. Rumors – 3:17
2. Rumors (Full Phatt Remix) – 3:23
3. Rumors (Full Phatt Club Mix) – 3:50

## Classifiche
| Classifica (2005) | Posizione massima |
| ----------------- | ----------------- |
| Australia         | 10                |
| Austria           | 23                |
| Belgio (Fiandre)  | 54                |
| Belgio (Vallonia) | 48                |
| Europa            | 51                |
| Germania          | 14                |
| Paesi Bassi       | 31                |
| Stati Uniti       | 106               |
| Stati Uniti (Pop) | 23                |
| Svezia            | 34                |
| Svizzera          | 30                |